# Улица Марковича (Чернигов)
Улица Марковича (укр. Вулиця Марковича) — улица в Новозаводском районе города Чернигова, исторически сложившаяся местность (район) Землянки. Пролегает от переулка Марковича до тупика.
Примыкает улица Рыночная.

## История
Улица без названия начала застраиваться индивидуальными домами в конце 19 века. Сохранились примеры народной жилищной архитектуры конца 19 — начала 20 века. В 1927 году улица получила название 2-я Рабочая улица — название связано с примыкающей 1-й Рабочей улицей. 
10 августа 1960 года 2-я Рабочая улица переименована на улицу Марковича — в честь украинского фольклориста, этнографа, композитора Афанасия Васильевича Марковича, согласно решению Черниговского исполнительного комитета № 788. 
Изначально начиналась от проспекта Октябрьской Революции, но в связи с реконструкцией города — улица начинается от переулка Марковича — выход к проспекту перекрыт парковкой.

## Застройка
Улица пролегает в северо-западном направлении. Парная и непарная стороны улицы заняты усадебной застройкой. 
Учреждения:
1. дом № 4/74 — Главное управление Национальной полиции в Черниговской области

На улице есть ряд исторических зданий, что не являются памятниками архитектуры или истории: усадебные дома  №№ 5, 7, 8, 10, 11, 11А.